# ペイヴメント
ペイヴメント (Pavement) は、1990年代に活動したアメリカ合衆国のオルタナティヴ・ロック・バンド。そのサウンドはローファイと称され、独特のボーカルとギター、ポップなメロディで人気を獲得し、カルト的なファン層を獲得した。キャリアのほとんどの作品はマタドール・レコードからリリースしている。いくつかの作品はマタドールが提携していたアトランティック・レコードやキャピトル・レコードによって流通が行われた。
バンドは1999年に解散したが、2010年に再結成し、世界十数カ国を廻るツアーを行った。2020年にはバンドの30周年を祝う二度目の再結成が計画されたが、新型コロナウイルスの流行の影響で延期になり、翌年2021年に二度目の再結成、2023年現在ライブ活動中。

## 来歴

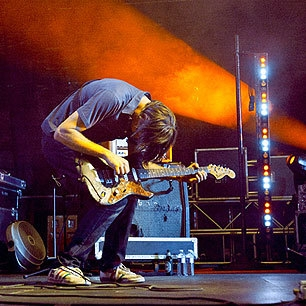
ペイヴメントの再結成ライブでのスティーヴン・マルクマス（2010年）

1989年、カリフォルニア州にて始動。最初期のメンバーはマルクマスとカンバーグだった。ヤングの経営する音楽スタジオでリハーサルを繰り返していたが、その頼んでもいないのにヤングが「ここはこうした方がいい」などと作曲に口出しをするようになり、やがてメンバーとして加入。その後、イボルドとナスタノヴィッチを加え、デビュー・アルバム『スランティッド・アンド・エンチャンティッド』をリリース。ザ・フォールなどの影響を受けた、独自のローファイ・サウンドを鳴らして高い評価を受けた。その後、勝手にメジャー・レーベルと契約しようとしたヤングをメンバーが解雇し、新しくウェストをドラマーとして迎える。
続いて、ポップな曲をふんだんに盛り込んだアルバム『クルーキッド・レイン』で商業的に成功を収める。このアルバムに収録された楽曲「レンジ・ライフ」の歌詞にスマッシング・パンプキンズのバンド名をいれたことで、後にマルクマスとビリー・コーガンが犬猿の仲になるきっかけとなった。

## メンバー
- スティーヴン・マルクマス (Stephen Malkmus)
  - ボーカル、ギター担当。作詞作曲のほぼすべてを手掛けている。
- スコット・カンバーグ (Scott Kannberg)
  - ギター担当。プレストン・スクール・オヴ・インダストリー (Preston School of Industry) およびスパイラル・ステアーズ (Spiral Stairs) 名義でソロ活動も行っている。
- マーク・イボルド (Mark Ibold)
  - ベース担当。フリー・キトゥンやソニック・ユースにも参加。
- スティーヴ・ウェスト (Steve West)
  - ドラムス担当。ヤングに代わって加入。
- ボブ・ナスタノヴィッチ (Bob Nastanovich)
  - パーカッション担当。

### 旧メンバー
- ギャリー・ヤング (Gary Young)
  - ドラムス担当。EP『Watery, Domestic』リリース後に脱退。在籍時は他のメンバーより10歳以上年上であり、ライブ中に逆立ちをする、観客にお菓子や野菜を配るなど奇妙なパートも担当していた。また、日本の音楽雑誌ロッキング・オンで「おやじに訊け！」という真面目な人生相談をする連載も持っていた。

## ディスコグラフィ

### アルバム
- 『スランティッド・アンド・エンチャンティッド』 - Slanted and Enchanted (1992年)
- 『ウォータリー・ドメスティック』 -  Watery, Domestic (1992年) ※EP
- 『ウェスティング』 - Westing (By Musket And Sextant) (1993年) ※初期音源のコンピレーション
- 『クルーキッド・レイン』 - Crooked Rain, Crooked Rain (1994年)
- 『ワーウィ・ゾーウィ』 - Wowee Zowee (1995年)
- 『ブライトゥン・ザ・コーナーズ』 - Brighten The Corners (1997年)
- 『テラー・トワイライト』 - Terror Twilight (1999年)
- 『ザ・ベスト・オブ・ペイヴメント』 - Quarantine the Past: The Best of Pavement (2010年)

現在『スランティッド・アンド・エンチャンティッド』、『クルーキッド・レイン』、『ワーウィ・ゾーウィ』、『ブライトゥン・ザ・コーナーズ』、『テラー・トワイライト』の5作品は、未発表テイクやB面曲などを加えて2枚組にした豪華特別版もそれぞれ発売されている。

### シングル
- Summer Babe (1992年)
- Trigger Cut (1992年)
- Cut Your Hair (1994年)
- Haunt You Down (1994年)
- Gold Soundz (1994年)
- Range Life (1995年)
- Father to a Sister of Thought (1995年)
- Stereo (1997年)
- Shady Lane (1997年)
- Carrot Rope (2000年)
- Be the Hook (2022年)

### DVD
- Slow Century (2002年)